# Ocneridia volxemi
Ocneridia volxemi är en insektsart som först beskrevs av Bolívar, I. 1878.  Ocneridia volxemi ingår i släktet Ocneridia och familjen Pamphagidae. Inga underarter finns listade i Catalogue of Life.